# Egidiuskerk (Hannover)
De Egidiuskerk (Duits: Aegidienkirche) is een kerkgebouw uit de 14e eeuw in de Nedersaksische stad Hannover. Van de drie middeleeuwse binnenstadskerken is de Egidiuskerk de meest oostelijk gelegen kerk. Het kerkgebouw werd vernoemd naar de heilige Egidius, een van de veertien noodhelpers. In 1943 werd de kerk tot op de buitenmuren bij luchtaanvallen door bommen verwoest. Het gebouw werd niet herbouwd en is een monument ter nagedachtenis aan de slachtoffers van oorlogen en geweld.

## Geschiedenis
In de 10e eeuw stond reeds op de plaats de kerk van het dorp Tigislege, een van de drie nederzettingen die later de stad Hannover zouden vormen. In 1163 werd de kapel door een drieschepige romaanse kerk vervangen. Daarna volgde in 1347 de in 1943 verwoeste drieschepige gotische hallenkerk. De toren werd in de jaren 1703-1711 gebarokkiseerd. In de jaren 1826-1828 en 1886 werd het interieur gewijzigd.
Tijdens het zwaarste bombardement op Hannover werd in de nacht naar 9 oktober 1943 de Egidiuskerk samen met de omliggende binnenstad vernietigd. Slechts de buitenmuren bleven staan. De toren verloor haar spits en brandde volledig uit.
Van het interieur overleefden een bronzen doopvont uit het jaar 1490, tegenwoordig in de Marktkerk, en de drie kroonluchters die zich nu in de Kruiskerk bevinden.
Twee nog aanwezige beelden van Maarten Luther en Philipp Melanchthon aan de westelijke gevel naast de toren dateren uit de renovatieperiode van 1825-1826. Aan de buitenmuren zijn nog een aantal barokke grafstenen uit de 17e en 18e eeuw te bewonderen. Bijzonder fraai is het grafmonument voor de in 1648 overleden Susanna Magdalena Oldekop, waarop naast het meisje een engel te zien is. Opvallend is ook een steenreliëf met zeven biddende mannen aan een pijler van de zuidoostelijke muur. De zeven mannen zouden de verdedigers moeten voorstellen van een van de versterkingstorens, die door Welfenhertog Hendrik in 1486 met de verdedigers erin in brand gestoken werd. De steen dateert echter van 1480, zes jaar eerder dan de aanval van Hendrik I. De steen maakte vroeger deel uit van de buitenmuur van de oude Mariakapel voor de Egidiuspoort, die in de 16e eeuw in verband met een uitbreiding van de stadsmuren afgebroken werd. De steen die zich nu aan de muur van de Egidiuskerk bevindt betreft een kopie; het origineel wordt in het Historisch Museum van Hannover bewaard. 
Het koor dat door de bombardementen eveneens in puin lag, werd in 1954 gereconstrueerd. De torenstomp werd in 1958 voorzien van een opzet met daarin een klokkenspel van 25 klokken, dat regelmatig speelt. Sinds 1959 bevindt zich in de kerkruimte het beeld Demut ("Deemoed") van Kurt Lehmann.
In de toreningang hangt een klok, de zogenaamde Friedensglocke (Vredesklok). Deze klok werd in 1985 door Hiroshima, de partnerstad van Hannover, geschonken. Elk jaar wordt de klok op 6 augustus, op de dag dat de atoombom op Hiroshima viel, aangeslagen.

## Afbeeldingen

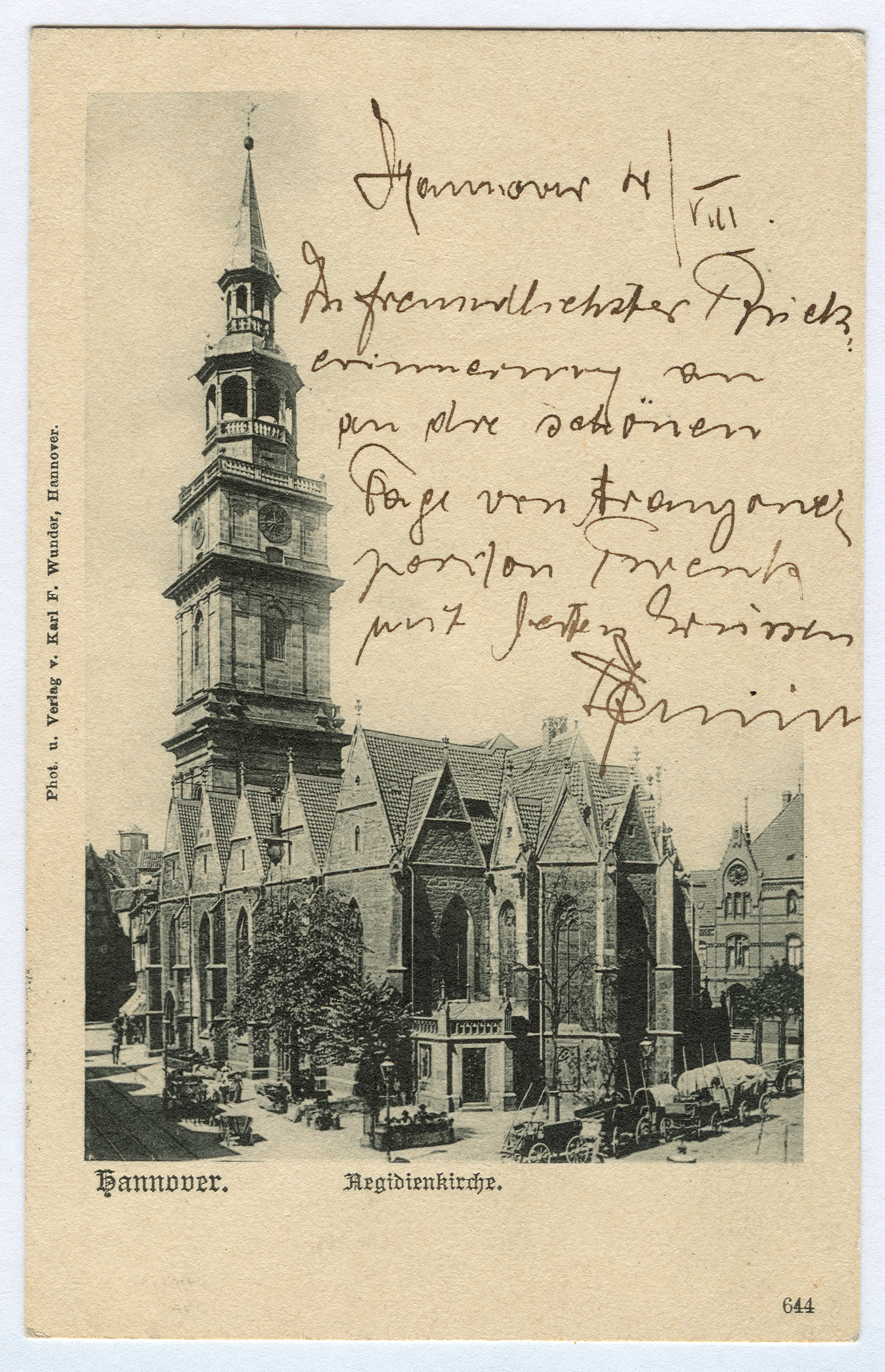
De kerk rond de eeuwwisseling
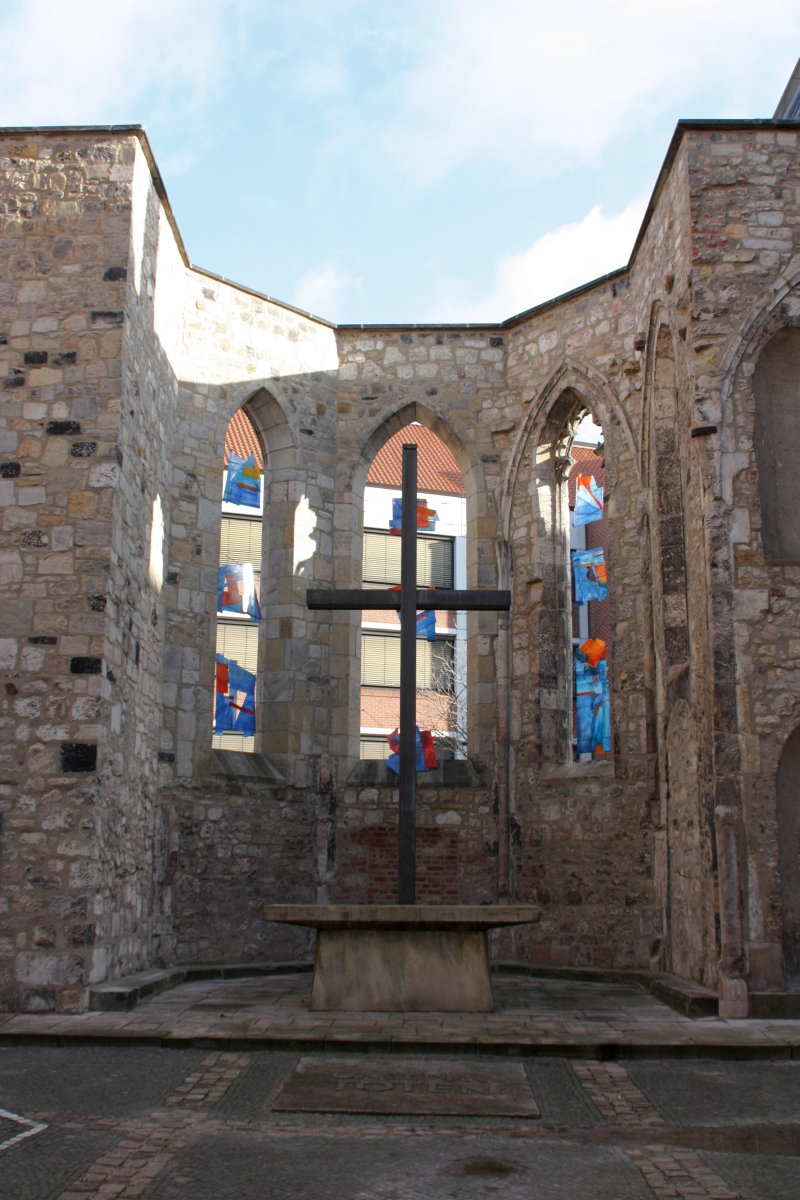
Koor
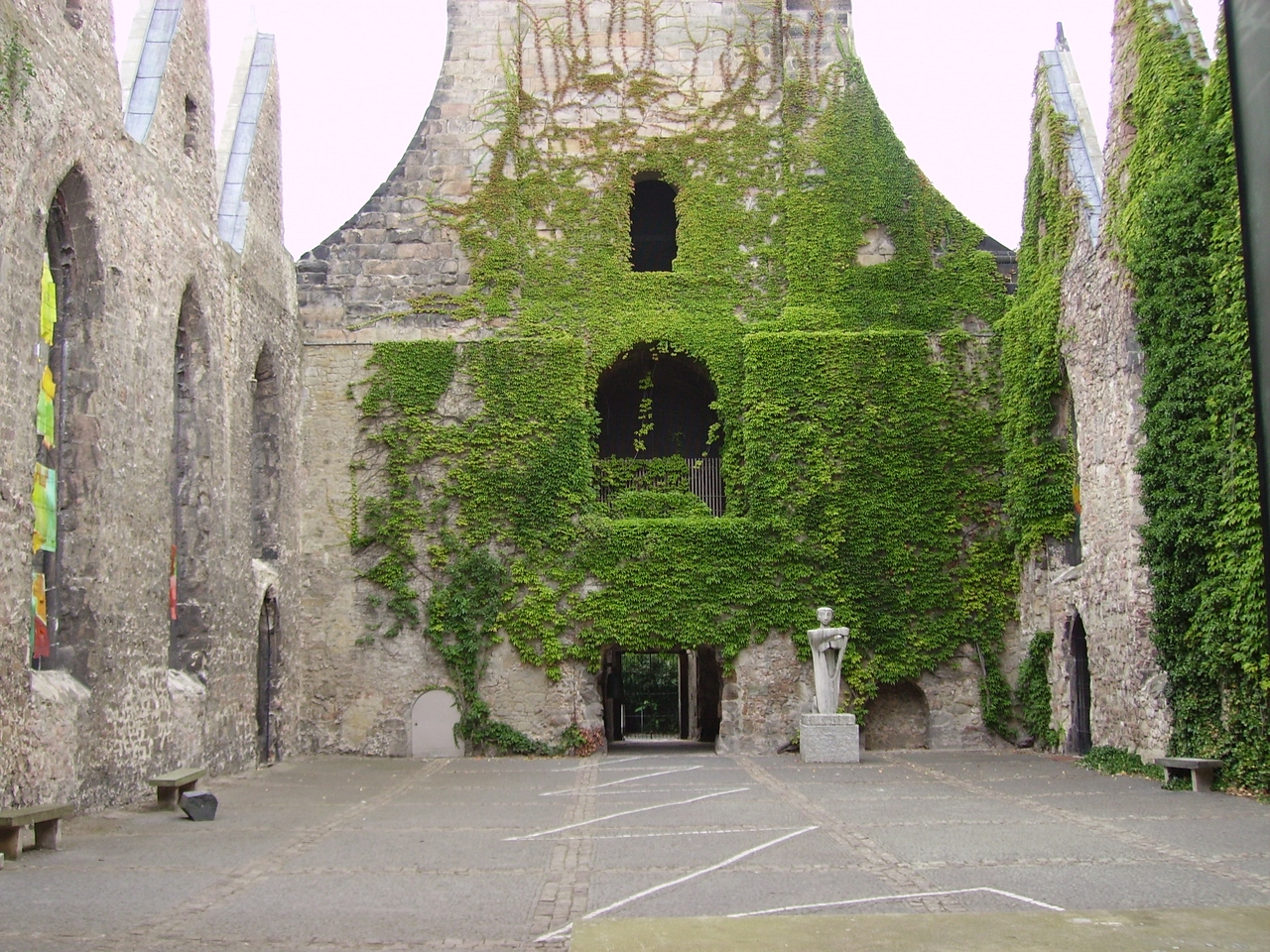
Interieur richting toren
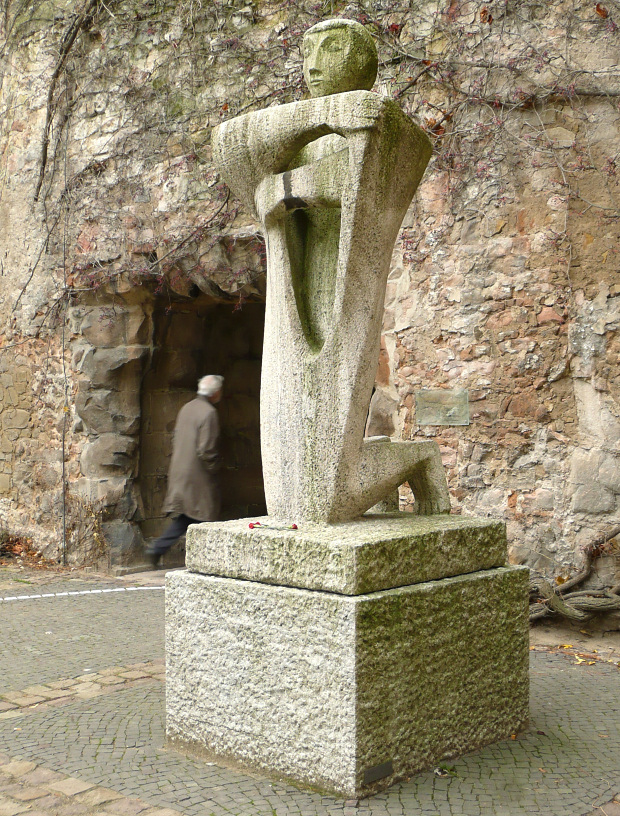
Het beeld Deemoed
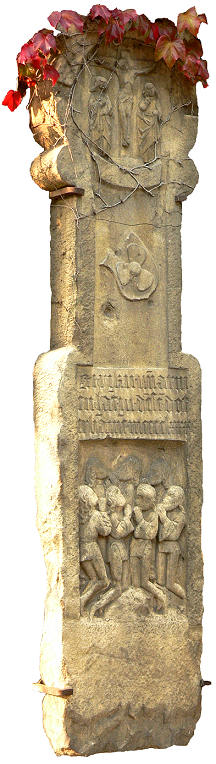
Zevenmannensteen
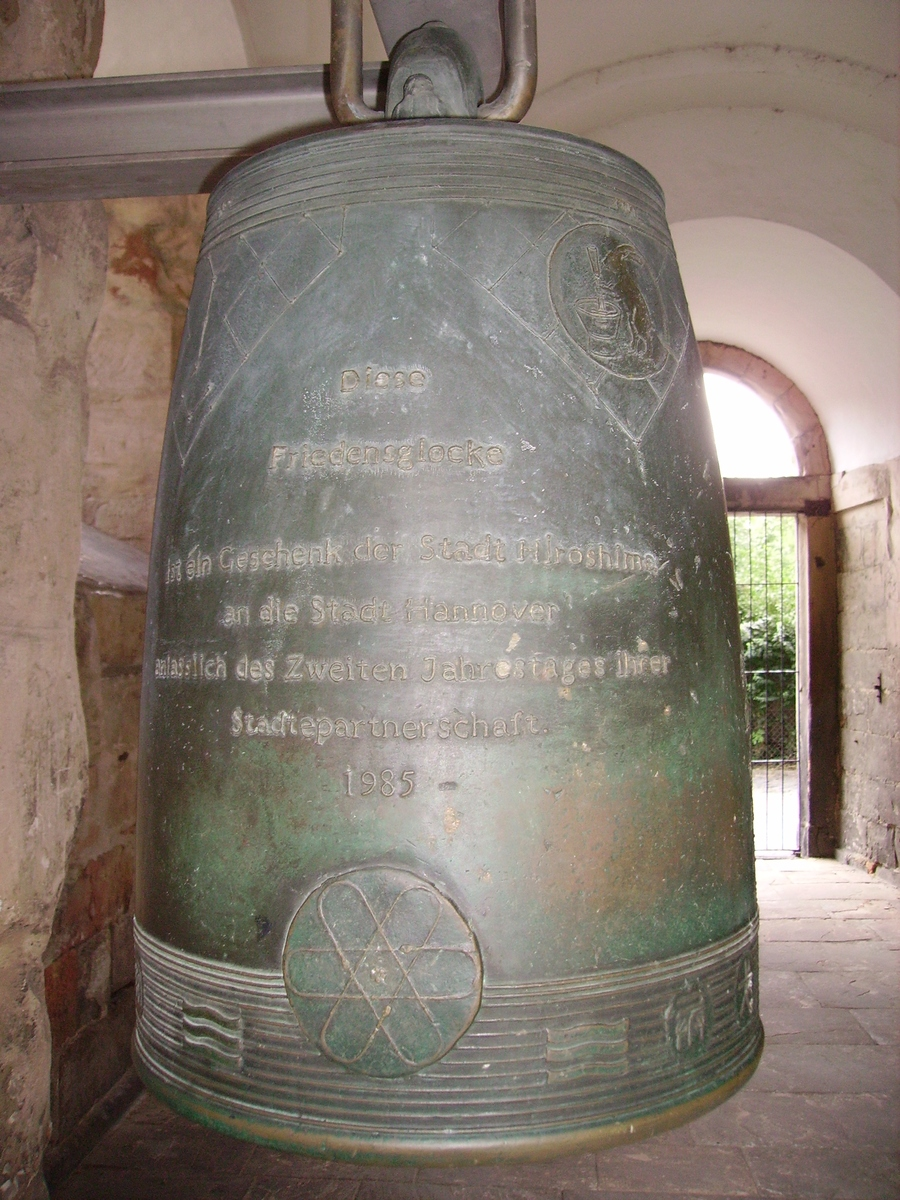
Vredesklok